# Claudio Grauso
Claudio Grauso (Torino, 18 marzo 1979) è un allenatore di calcio ed ex calciatore italiano attuale vice allenatore della formazione Under 15 della Juventus.

## Caratteristiche tecniche
È un ex centrocampista centrale, con caratteristiche prettamente difensive.

## Carriera

### Giocatore
Inizia a giocare a calcio all'età di 5 anni nel Vianney, una squadra parrocchiale di Torino. Nel 1993 passa ad un'altra squadra di Torino, il Nizza Millefonti, dove viene notato e acquistato nel 1995 dal Torino. Dopo una stagione tra le file degli Allievi nazionali granata e tre stagioni di Primavera, in cui vince una Coppa Italia e un Torneo di Viareggio (ed un altro perso in finale) sotto la guida di Claudio Sala, approda tra i professionisti nella stagione 1999-2000 tra le file dell'Alessandria. Con Claudio Maselli in panchina, i "grigi" si piazzano al secondo posto nel campionato di Serie C2 dietro lo Spezia, e conquistano la Serie C1 nella finale unica dei play-off contro il Prato.
L'allora proprietario dell'Alessandria, Aldo Spinelli, nonché proprietario del Livorno, decide di portare il ragazzo a giocare in Toscana. In amaranto trascorrerà cinque stagioni che lo porteranno dalla Serie C1 fino alla Serie A. Nel 2000-2001 la squadra perderà la finale dei play-off contro il Como, mentre nella stagione successiva vincerà il campionato di Serie C1 davanti allo Spezia sotto la guida di Osvaldo Jaconi, sfiorando anche la vittoria della Coppa Italia di serie C, persa in finale contro l'Albinoleffe. Nel 2002-2003 gli amaranto disputano il campionato di Serie B dopo 30 anni e si piazzano a metà classifica con Roberto Donadoni in panchina. Nel 2003-2004, sotto la guida di Walter Mazzarri, la squadra conclude il campionato di Serie B al terzo posto, conquistando la promozione in Serie A dopo 50 anni dall'ultima apparizione nella massima serie. Grauso segna in Livorno-Como del 25 ottobre 2003 un gol in mezza rovesciata con la sua squadra ridotta in nove uomini a causa di una doppia espulsione.
Il campionato di Serie A 2004-2005 inizia con l'anticipo di San Siro che vede il Livorno pareggiare 2-2 sul campo dei campioni d'Italia del Milan. Il campionato si concluderà al nono posto per i labronici, sotto la guida di Franco Colomba prima e Roberto Donadoni poi. La classica ciliegina sulla torta di questo torneo è la vittoria per 1-0 contro il Milan nella partita di ritorno all'Armando Picchi. Per Grauso 23 presenze nella massima serie.
A giugno 2005 c'è il trasferimento al Mantova del presidente Fabrizio Lori, dove Grauso disputerà cinque stagioni di Serie B. Con l'ex compagno di squadra Domenico Di Carlo in panchina, si piazza al quarto posto nel 2005-2006 arrendendosi nella doppia finale play-off contro il Torino. Nel 2006-2007 il Mantova termina il campionato all'ottavo posto, concedendosi il lusso di battere in casa le future promosse Juventus, Genoa e Napoli. Il campionato 2007-2008 vede di nuovo il Mantova fallire l'obiettivo play-off, sotto la guida di Attilio Tesser. A metà novembre Grauso si romperà i legamenti crociati del ginocchio sul campo di Treviso e tornerà solo per il finale di stagione. Il biennio successivo del Mantova calcio si concluderà con la retrocessione in Serie C1 e il fallimento societario nella stagione 2009-2010.
Grauso firmerà un biennale con il Benevento del presidente Oreste Vigorito. Dopo una stagione sfortunata per il centrocampista, costellata da infortuni e conclusa con la semifinale play-off persa contro la Juve Stabia, Grauso si trasferisce allo Spezia a fine gennaio 2012.  Ritrova l'allenatore dell'ultima stagione mantovana, Michele Serena, e con gli aquilotti conquista il triplete vincendo il campionato di Lega Pro Prima Divisione, la Coppa Italia di Lega Pro in finale contro il Pisa e la Supercoppa contro la Ternana.
Nell'estate del 2012 si trasferisce al Monza e ne diventa subito il capitano. Sotto la guida del tecnico Antonino Asta, la squadra termina la stagione al primo posto nel girone A del campionato di seconda divisione di Lega Pro, ma a causa di una penalizzazione di 6 punti è costretta a giocare i playoff. Dopo aver superato il Bassano in semifinale, il Monza perde 3-2 la finale unica contro il Venezia, nonostante fosse in vantaggio 2-1 fino al 90º.
Nella stagione successiva la squadra raggiungerà invece l'obiettivo promozione e arriverà a giocarsi anche la finale di Coppa Italia di Lega Pro, perdendo contro la Salernitana.
A luglio 2014 diventa il capitano del Chieri Calcio, un'ambiziosa società piemontese della LegaNazionaleDilettanti.
Nel 2015-2016 torna tra i professionisti, siglando un contratto con la Giana Erminio, in Lega Pro. Debutta con i lombardi subentrando, al 43º minuto della ripresa, a capitan Marco Biraghi nel debutto vincente contro la Lumezzane, vinto per 2-1 al Comunale di Gorgonzola. Dopo una sola stagione, terminata con la salvezza, si trasferisce al FCD Rivoli (Campionato di Eccellenza Piemontese), dove ad Aprile 2017 termina la carriera da calciatore.

### Allenatore
Una volta appesi gli scarpini al chiodo, nel mese di Luglio 2017 firma un contratto con il Torino Football Club in qualità di collaboratore tecnico della squadra Primavera guidata dal tecnico emergente Federico Coppitelli. La stagione 2017-2018 si concluderà con la vittoria della Coppa Italia Primavera e con la conquista dei playoff (persi ai quarti di finale con la Fiorentina) in campionato.
Nel luglio 2019 segue Federico Coppitelli sulla panchina dell'Imolese Calcio 1919, in qualità di vice allenatore, venendo entrambi sollevati dall'incarico alla fine del mese di settembre, dopo aver raccolto solo due punti in sei giornate di campionato.
Nel mese di agosto 2020 viene annunciato come vice allenatore di Francesco Pedone, sulla panchina della formazione Under 17 della Juventus Football Club.

## Statistiche

### Presenze e reti nei club
| Stagione         | Squadra          | Campionato       | Campionato | Campionato | Coppe nazionali | Coppe nazionali | Coppe nazionali | Coppe continentali | Coppe continentali | Coppe continentali | Altre coppe | Altre coppe | Altre coppe | Totale | Totale |
| Stagione         | Squadra          | Camp             | Pres       | Reti       | Camp            | Pres            | Reti            | Camp               | Pres               | Reti               | Camp        | Pres        | Reti        | Pres   | Reti   |
| ---------------- | ---------------- | ---------------- | ---------- | ---------- | --------------- | --------------- | --------------- | ------------------ | ------------------ | ------------------ | ----------- | ----------- | ----------- | ------ | ------ |
| 1999-2000        | Alessandria      | C2               | 30+3       | 1          | CI-C            | 1               | 0               | -                  | -                  | -                  | -           | -           | -           | 34     | 1      |
| 2000-2001        | Livorno          | C1               | 30+3       | 0          | CI-C            | 2               | 0               | -                  | -                  | -                  | -           | -           | -           | 35     | 0      |
| 2001-2002        | Livorno          | C1               | 18         | 2          | CI+CI-C         | 3+7             | 0               | -                  | -                  | -                  | SL-C1       | 1           | 0           | 29     | 2      |
| 2002-2003        | Livorno          | B                | 32         | 0          | CI              | 1               | 0               | -                  | -                  | -                  | -           | -           | -           | 33     | 0      |
| 2003-2004        | Livorno          | B                | 32         | 1          | CI              | 2               | 0               | -                  | -                  | -                  | -           | -           | -           | 34     | 1      |
| 2004-2005        | Livorno          | A                | 23         | 0          | CI              | 3               | 0               | -                  | -                  | -                  | -           | -           | -           | 26     | 0      |
| Totale Livorno   | Totale Livorno   | Totale Livorno   | 135+3      | 3          |                 | 18              | 0               |                    | -                  | -                  |             | 1           | 0           | 157    | 3      |
| 2005-2006        | Mantova          | B                | 39+3       | 0          | CI              | 1               | 0               | -                  | -                  | -                  | -           | -           | -           | 43     | 0      |
| 2006-2007        | Mantova          | B                | 34         | 0          | CI              | 1               | 0               | -                  | -                  | -                  | -           | -           | -           | 35     | 0      |
| 2007-2008        | Mantova          | B                | 19         | 0          | CI              | 1               | 0               | -                  | -                  | -                  | -           | -           | -           | 20     | 0      |
| 2008-2009        | Mantova          | B                | 33         | 0          | CI              | 2               | 0               | -                  | -                  | -                  | -           | -           | -           | 35     | 0      |
| 2009-2010        | Mantova          | B                | 26         | 0          | CI              | 1               | 0               | -                  | -                  | -                  | -           | -           | -           | 27     | 0      |
| Totale Mantova   | Totale Mantova   | Totale Mantova   | 151+3      | 0          |                 | 6               | 0               |                    | -                  | -                  |             | -           | -           | 160    | 0      |
| 2010-2011        | Benevento        | 1D               | 19         | 0          | CI+CI-LP        | 0               | 0               | -                  | -                  | -                  | -           | -           | -           | 19     | 0      |
| 2011-gen. 2012   | Benevento        | 1D               | 6          | 0          | CI+CI-LP        | 2+1             | 0               | -                  | -                  | -                  | -           | -           | -           | 9      | 0      |
| Totale Benevento | Totale Benevento | Totale Benevento | 25         | 0          |                 | 3               | 0               |                    | -                  | -                  |             | -           | -           | 28     | 0      |
| gen.-giu. 2012   | Spezia           | 1D               | 5          | 0          | CI+CI-LP        | 0+1             | 0               | -                  | -                  | -                  | SL-PD       | 2           | 0           | 8      | 0      |
| 2012-2013        | Monza            | 2D               | 24+3       | 0          | CI-LP           | 2               | 0               | -                  | -                  | -                  | -           | -           | -           | 29     | 0      |
| 2013-2014        | Monza            | 2D               | 18         | 0          | CI+CI-LP        | 2+7             | 0               | -                  | -                  | -                  | -           | -           | -           | 27     | 0      |
| Totale Monza     | Totale Monza     | Totale Monza     | 42+3       | 0          |                 | 11              | 0               |                    | -                  | -                  |             | -           | -           | 56     | 0      |
| 2014-2015        | Chieri           | D                | 35         | 0          | CI-D            | 1               | 0               | -                  | -                  | -                  | -           | -           | -           | 36     | 0      |
| 2015-2016        | Giana Eriminio   | LP               | 14         | 0          | CI-LP           | 1               | 0               | -                  | -                  | -                  | -           | -           | -           | 15     | 0      |
| Totale carriera  | Totale carriera  | Totale carriera  | 437+12     | 4          |                 | 42              | 0               |                    | -                  | -                  |             | 3           | 0           | 494    | 4      |

## Palmarès
- Torneo di Viareggio: 1

Torino: 1997-1998
- Coppa Italia Primavera: 1

Torino: 1998-1999
- Campionato italiano Serie C2: 2

Alessandria: 1999-2000
Monza: 2013-2014
- Campionato italiano Serie C1: 2

Livorno: 2001-2002
Spezia: 2011-2012
- Campionato italiano di Serie B: 1

Livorno: 2003-2004
- Coppa Italia Lega Pro: 1

Spezia: 2011-2012
- Supercoppa di Lega di Prima Divisione: 1

Spezia: 2011-2012